# La Timbale d'argent
Pour plus de détails, voir Fiche technique et Distribution.
La Timbale d'argent (The Magic Cup) est un film américain réalisé par John S. Robertson, sorti en 1921.

## Synopsis
Mary Malloy, qui travaille comme bonne dans un hôtel, tombe amoureuse du jeune journaliste Bob Norton. Pour aider un client qui allait être expulsé, Mary met en gage une vieille timbale en argent qui porte les armes de sa famille. Bob finira par retrouver le grand-père de Mary, Lord Fitzroy, et les jeunes gens pourront désormais vivre heureux ensemble. 

## Fiche technique
- Titre original : The Magic Cup
- Titre français : La Timbale d'argent
- Réalisation : John S. Robertson
- Scénario : E. Lloyd Sheldon (en)
- Photographie : Roy Overbaugh
- Société de production : Realart Pictures Corporation
- Pays de production :  États-Unis
- Langue originale : anglais
- Format : noir et blanc — 35 mm — 1,37:1 — Film muet
- Genre : Mélodrame
- Durée : 5 bobines
- Dates de sortie : 
  - États-Unis : avril 1921
  - France : 7 décembre 1923

## Distribution
- Constance Binney : Mary Malloy
- Vincent Coleman : Bob Norton
- Blanche Craig : Mme Nolan
- William H. Strauss : Abe Timberg
- Charles Mussett : Peter Venner